# Edit Bauer

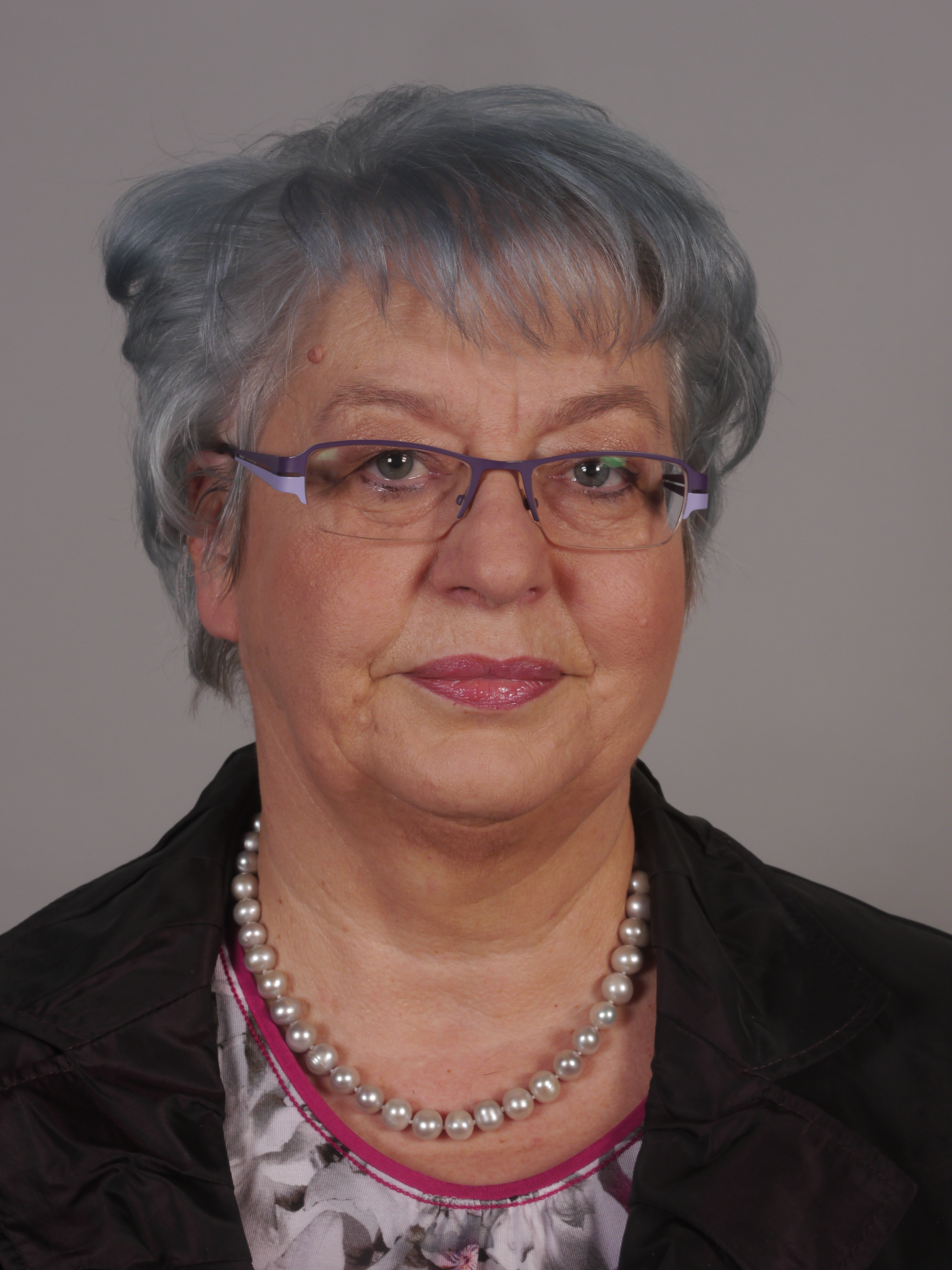
Edit Bauer 2014

Edit Bauer (* 30. August 1946 in Šamorín, Tschechoslowakei) ist eine slowakische Politikerin ungarischer Herkunft und Mitglied des Europäischen Parlaments der Partei der ungarischen Gemeinde (SMK-MKP), Teil der Europäischen Volkspartei und sitzt im
Ausschuss für bürgerliche Freiheiten, Justiz und Inneres und im
Ausschuss für die Rechte der Frau und die Gleichstellung der Geschlechter.
Bauer ist Ersatz im Ausschuss für Beschäftigung und soziale Angelegenheiten und ein Mitglied der Delegation in der Paritätischen Parlamentarischen Versammlung AKP-EU.

## Ausbildung
Edit Bauer begann ihre Ausbildung 1968 an der Wirtschaftsuniversität Bratislava, nach zwölf Jahren wechselte sie auf die Slowakische Akademie der Wissenschaften, wo sie promovierte.

## Karriere
Die Frauenrechtlerin war von 1968 bis 1969 Mitglied im Slowakischen Genossenschaftsausschuss. Daran anschließend arbeitete sie bis 1984 Forschungsinstitut für Lebensstandard. Danach arbeitete Bauer sechs Jahre lang im Forschungsinstitut für Arbeit und Soziales. Von 1990 bis 1998 war sie Teilzeit-Angestellte an der Slowakischen Akademie der Wissenschaften, in der gleichen Zeit war sie Mitglied im Gremium, 'Együttélés' (Koexistenz). 1990 begann ihre politische Laufbahn, indem sie bis 1992 Mitglied des Parlaments war. 1990 wurde sie zur Vorsitzenden des Wissenschaftlichen Unterausschusses des Nationalen Rat der Slowakischen Republik gewählt. Dieses Amt hatte sie bis 1998 inne. Seit 1998 ist Bauer Vize-Vorsitzende mit Verantwortung für Sozialpolitik der Partei SMK-MKP. Von diesem Jahr an bis 2002 war die Politikerin Unterstaatssekretärin im Ministerium für Arbeit, Soziales und Familienangelegenheiten. Im Jahr 2000 wurde sie zur Vize-Präsidentin der 88. Sitzung der ILO gewählt. Von 2002 bis 2004 war sie erneut Mitglied des Parlaments – dem Nationalen Rat der Slowakischen Republik. Zudem war sie noch Mitglied des Europäischen Integrationsausschusses und der Slowakischen Delegation für die parlamentarische Versammlung des Europarats. Edit Bauer war von 2003 bis 2004 Beobachter beim Europäischen Parlament.